# David Oszipovics Bebutov
David Oszipovics Bebutov (oroszul: Давид Осипович Бебутов, örményül:  Բեհբության Դավիթ Հովսեփի) (Tbiliszi, 1793. január 11. – Varsó, 1867. március 11.) örmény nemesi családból származó hivatásos katona, herceg.

## Élete
Katonai szolgálatát 1811-ben kezdte meg a narvai dragonyosezredben mint hadfi, egy évvel később hadnagyként részt vett a napóleoni háborúkban, 1820-tól már százados volt. A kaukázusi harcokban félelmetes hírnévre és ezredesi rangra tett szert. 1832-től a 2. muzulmán lovasezred parancsnoka, ezredével 1835-től Varsóban állomásozott. Bár a kaukázusi hegylakókból felállított ezrede alapvetően irregulárisnak számított, a hosszú szolgálat, és a Bebutov vezette kiváló kiképzés igazi elitcsapattá tette, amely felvette a versenyt a reguláris ezredekkel. 1849-ben ezredével közvetlenül Paszkievics rendelkezése alá tartozott. Július 12-én felderítő osztagot vezetett Vácra, és ezredével részt vett a csatában is (két kozákezreddel kiegészülve megfutamította az 1. huszárezredet). Augusztus 1-jén felderítést vezetett Debrecennél, majd az ütközetben ezredével a döntő lovasroham élén vágtatott. 1856-ban altábornaggyá léptették elő, majd 1861-től Varsó helyőrségparancsnoka volt.